# Heteroxenia uniserta
Heteroxenia uniserta är en korallart som först beskrevs av Kükenthal 1902.  Heteroxenia uniserta ingår i släktet Heteroxenia och familjen Xeniidae. Inga underarter finns listade i Catalogue of Life.